# Rue de la Solidarité (Port Mathurin)
Rue de la Solidarité – główna ulica w mieście Port Mathurin, stolicy autonomicznej wyspy Rodrigues należącej do Mauritiusa.

## Położenie
Rue de la Solidarité rozciąga się przez całą szerokość miasta, w pobliżu nabrzeża. Jej wschodni kraniec zamyka Most im. Winstona Churchilla, odbudowany w 2006 roku. Przeprawa wyznacza miejsce, gdzie w 1691 roku powstała pierwsza hugenocka osada. Za nim znajduje się dworzec autobusowy. Stąd rozciągają się dwie drogi, jedna prowadzi do wioski turystycznej Anse aux Anglais (ang. English Bay), a druga do miejscowości Mont Lubin. Dawniej ulica nosiła angielską nazwę Jenner Street. Nowe, francuskie nazwy ulic zostały nadane przez Zgromadzenie Regionalne Rodriguesa (ang. Rodrigues Regional Assembly), autonomiczny organ władzy wyspy powołany w 2003 roku.

## Handel
Wraz z Rue François Leguat stanowi główną ulicę handlową Port Mathurin. Na tutejszych straganach i w sklepach można nabyć owoce i warzywa, przetwory, alkohol i artykuły pierwszej potrzeby, a także kapelusze z wysuszonych liści pochutnika, biżuterię wykonaną ze skorupy kokosa oraz inne przedmioty z włókien kokosowych. Mieszkańcy oferują posiłki na wynos.

## Obiekty usługowe i świątynie
Przy ulicy znajdują się obiekty usługowe i użyteczności publicznej: Barclays Bank; nowoczesny Alfred North-Coombs building, w której znajduje się biblioteka; siedziba stowarzyszenia Association Rodrigues Entreprendre au Féminin, w którym kobiety prowadzą własną działalność handlową; szkoła Rodrigues College; poczta, w której można skorzystać z internetu, a także jedyny w mieście supermarket.
Na Rue de la Solidarité znajdują się trzy świątynie: jeden kościół anglikański i dwa meczety. Kościół św. Barnaby został zbudowany w 1903 roku jako kaplica drewniana wg projektu urzędnika Eastern Telegraph Company. W 1977 roku została przebudowana. Meczet Noor-ud-Deen Mosque, zbudowany w 1912 roku, a odbudowany w latach 1979-81, wyróżnia się sześcioma małymi minaretami. Meczet Masjid Noor należy do ruchu Ahmadijja. Tutejsi muzułmanie są potomkami handlarzy tekstylnych osiadłych na wyspie w 1907 roku.

## Zabytki
Przy Rue de la Solidarité znajdują się najstarsze budynki w mieście. Drewniana rezydencja brytyjskiego gubernatora, a później sekretarza wyspy, została zbudowana w 1873 roku w stylu kolonialnym. Obecnie nazywana jest z francuska La Résidence, dawniej opisywano ją jako Island Secretary's Residence. Znajdują się tu biura Rady Wykonawczej (ang. Executive Council) Zgromadzenia Regionalnego Rodriguesa. Przy szerokiej werandzie rosną drzewa migdałecznika. Przed domem znajduje się pomnik pioniera oraz zabytkowa armata, funkcjonująca jako pomnik kolonialnej przeszłości wyspy. Naprzeciwko znajdują się budynki agencji turystycznej.